# Balázs Korányi
Balázs Korányi (Hungría, 30 de mayo de 1974) es un atleta húngaro retirado especializado en la prueba de 800 m, en la que consiguió ser medallista de bronce europeo en pista cubierta en 2000.

## Carrera deportiva
En el Campeonato Europeo de Atletismo en Pista Cubierta de 2000 ganó la medalla de bronce en los 800 metros, con un tiempo de 1:48.42 segundos, tras el ruso Yuriy Borzakovskiy y el alemán Nils Schumann.